# Russko-Polyansky (huyện)
Huyện Russko-Polyansky (tiếng Nga: ? райо́н) là một huyện hành chính tự quản (raion), của Tỉnh Omsk, Nga. Huyện có diện tích 3350 kilômét vuông, dân số thời điểm ngày 1 tháng 1 năm 2000 là 28100 người. Trung tâm của huyện đóng ở Russkaya Polyana.